# Challenger de Guadalupe 2011
El torneo Orange Open Guadeloupe 2011 fue un torneo profesional de tenis. Perteneció al ATP Challenger Series 2011. Se disputó su 1ª edición sobre superficie dura, en Le Gosier, Guadalupe entre el 14 y el 19 de marzo de 2013.

## Jugadores participantes del cuadro de individuales

### Cabezas de serie
| País                 | Jugador               | Rank1 | Favorito |
| -------------------- | --------------------- | ----- | -------- |
| Bandera de Finlandia | Jarkko Nieminen       | 51    | 1        |
| Bandera de Italia    | Fabio Fognini         | 54    | 2        |
| Bandera de España    | Daniel Gimeno-Traver  | 61    | 3        |
| Bandera de Alemania  | Tobias Kamke          | 68    | 4        |
| Bandera de España    | Pablo Andújar         | 69    | 5        |
| Bandera de España    | Rubén Ramírez Hidalgo | 76    | 6        |
| Bandera de Portugal  | Frederico Gil         | 85    | 7        |
| Bandera de Italia    | Simone Bolelli        | 97    | 8        |

- 1 Se ha tomado en cuenta el ranking del 7 de marzo de 2012.

### Otros participantes
Los siguientes jugadores recibieron una invitación (wild card), por lo tanto ingresan directamente al cuadro principal:
- Fabio Fognini
- Daniel Gimeno-Traver
- Gianni Mina
- Jarkko Nieminen

## Campeones

### Individual Masculino
Challenger de Guadalupe 2011 (individual masculino)
- Olivier Rochus derrotó en la final a  Stéphane Robert, 6–2, 6–3

### Dobles
Challenger de Guadalupe 2011 (dobles masculino)
- Riccardo Ghedin /  Stéphane Robert derrotaron en la final a  Arnaud Clément /  Olivier Rochus, 6–2, 5–7, [10–7]